# Julie-Anne Roth
Pour les articles homonymes, voir Roth.
Julie-Anne Roth née le 31 mars 1973 à Charenton-le-Pont (Val-de-Marne). est une actrice, metteuse en scène, scénariste. 

## Biographie

### Formation
Formée à l'école d'art dramatique de Pierre Debauche, puis au CNSAD Conservatoire national supérieur d'art dramatique  dans les classes de Catherine Hiegel et Stuart Seide. 
Dans Le Péril jeune de Cédric Klapisch, elle joue Marie la féministe. Au théâtre elle joue en 1996 le rôle-titre de Sylvia (en) une pièce d'A. R. Gurney au côté de Jean-Pierre Cassel au Théâtre des Bouffes Parisiens qui lui vaut une nomination au Molière de la révélation féminine.
Julie-Anne Roth joue aux théâtre des héroïnes shakespeariennes: Cordelia dans le Roi Lear, Hermia dans le Songe d'une Nuit d'été, Juliette dans Romeo et Juliette, Viola dans Shake, une version adaptée de La Nuit des rois de William Shakespeare mise en scène par Dan Jemmett, Isabella dans Mesure pour mesure, sous la direction d'Adel Hakim,  En 2015 elle incarne Becky, au théâtre des Célestins à Lyon , dans The Village Bike (en)) de Penelope Skinner (en).
Depuis 2016, elle signe les mises en scènes des projets de la compositrice-interprète Emily Loizeau. Elle traduit en français et met en scene la piece de théâtre Birthday de Joe Penhall, prix du Syndicat de la Critique catégorie Humour 2023. 
Julie-Anne Roth a notamment joué dans des films de Cédric Klapisch, François Dupeyron, Sophie Fillières, Gérard Mordillat, Angelo Cianci, Alexandre Astier, Eran Riklis, James Huth et Léo Karmann. Elle a écrit et réalisé le court métrage En avant, calme et droit (Big Up) diffusé sur Canal+.

## Théâtre

### Comédienne
- 1994 : Ruy Blas de Victor Hugo, mise en scène Pierre Debauche, théâtre du Jour
- 1994 : La Fille bien gardée d'Eugène Labiche, mise en scène Françoise Danell, théâtre du Jour
- 1994 : Le Songe d'une nuit d'été de William Shakespeare, mise en scène Pierre Debauche, théâtre du Jour
- 1995 : Le Roi Lear de William Shakespeare, mise en scène Pierre Debauche, théâtre du Jour
- 1996 : Sylvia (en) d'A. R. Gurney, mise en scène Lars Schmidt, théâtre des Bouffes-Parisiens
- 1998 : Les Géants de la montagne de Luigi Pirandello, mise en scène Klaus Michael Grüber, Conservatoire de Paris
- 1999 : Roméo et Juliette de William Shakespeare, mise en scène Stuart Seide, théâtre du Nord et théâtre Nanterre-Amandiers
- 2000 : Baal de Bertolt Brecht, mise en scène Patrick Verschueren, L'Étoile du Nord
- 2001 : Shake, d’après La Nuit des rois de William Shakespeare, mise en scène Dan Jemmett, théâtre Vidy-Lausanne et théâtre de la Ville
- 2004 : Femmes, gare au femmes de Thomas Middleton, mise en scène Dan Jemmett, théâtre Vidy-Lausanne, théâtre de la Ville
- 2007 : Mesure pour mesure de William Shakespeare, mise en scène Adel Hakim, fêtes nocturnes du château de Grignan
- 2008 : La Place Royale de Corneille, mise en scène Catherine Delattres
- 2009 : Le Legs et Les Acteurs de bonne foi de Marivaux, mise en scène David Géry, théâtre de l'Ouest parisien
- 2010 : La Comédie des erreurs de William Shakespeare, mise en scène Dan Jemmett, théâtre Vidy-Lausanne
- 2012 : Isabelle et la Bête, pièce musicale de Grégoire Solotareff et Sanseverino, mise en scène Véronique Bellegarde
- 2014 : Roméo et Juliette, mise en scène Nicolas Briançon, théâtre de la Porte-Saint-Martin
- 2015 : En roue libre (The Village Bike (en)) de Penelope Skinner (en), mise en scène Claudia Stavisky, théâtre des Célestins
- 2015 : Run Run Run, spectacle hommage à Lou Reed d'Emily Loizeau, Centquatre-Paris
- 2016 : Mona pièce musicale d'Emily Loizeau, Centquatre-Paris
- 2016 : Cyrano de Bergerac d'Edmond Rostand, mise en scène Dominique Pitoiset, théâtre de la Porte Saint-Martin
- 2018 : Bluebird de Simon Stephens, mise en scène Claire Devers,  théâtre du Rond-Point

### Mise en scène
- 2015 : Run Run Run, spectacle hommage à Lou Reed d'Emily Loizeau, Centquatre-Paris
- 2016 : Mona, pièce musicale d'Emily Loizeau, Centquatre-Paris
- 2019 : Emportée par mon élan, spectacle solo de Florence Muller, théâtre du Petit-Saint-Martin[3]
- 2019 : Bird on a Wire, concert, collaboration artistique.
- 2020 : La Carpe et Le Lapin (mise en scène avec Vincent Dedienne et Catherine Frot), Théâtre de la Porte Saint-Martin.
- 2020 : Duographie, spectacle musical de La Maison Tellier, Théâtre de l'Œuvre.
- 2020 : I.Care, spectacle musical d'Emily Loizeau, Centquatre-Paris.
- 2022 : Second Souffle, de Morgane Raoux à Avignon.
- 2022 : Birthday, de Joe Penhall, au Théâtre de Poche, Bruxelles.
- 2024: La Souterraine, concert d'Emily Loizeau, en tournée
- 2025: Vieux Garçon, au Trianon Transatlantique
- 2025: Foxfinder de Dawn King, Théâtre de Poche à Bruxelles

## Filmographie

### Cinéma

#### Longs métrages
- 1994 : L'Histoire du garçon qui voulait qu'on l'embrasse de Philippe Harel
- 1994 : La Reine Margot de Patrice Chéreau : fille de cuisine égorgée
- 1994 : Le Péril jeune de Cédric Klapisch : Marie
- 1999 : C'est quoi la vie ? de François Dupeyron : Pauline
- 1999 : Jeanne d'Arc de Luc Besson : une fille dans le bain
- 2000 : Vatel de Roland Joffé : la bonne
- 2001 : Requiem d'Hervé Renoh : Carla
- 2004 : La Fiancée syrienne d'Eran Riklis : Jeanne
- 2004 : Madame Édouard de Nadine Monfils : Marie, la fille de Madame Édouard
- 2005 : Gentille de Sophie Fillières : Cléia
- 2005 : Le Démon de midi de Marie-Pascale Osterrieth : Claire
- 2009 : Un chat un chat de Sophie Fillières : la vendeuse de tabac
- 2009 : 36 vues du pic Saint-Loup de Jacques Rivette : Xénie
- 2010 : Dernier étage, gauche, gauche d'Angelo Cianci : lieutenant Saroyan
- 2011 : Propriété interdite d'Hélène Angel : l'agent immobilier
- 2012 : David et Madame Hansen d'Alexandre Astier : Clémence, la fiancée de David
- 2012 : Un bonheur n'arrive jamais seul de James Huth : Chris Tamalet
- 2013 : Alceste à bicyclette de Philippe Le Guay : Betty
- 2013 : Ouf de Yann Coridian : la patiente psy
- 2018 : Normandie nue de Philippe Le Guay : Valérie Levasseur
- 2019 : L'Ordre des médecins de David Roux : l'urgentiste
- 2019 : La Dernière Vie de Simon de Léo Karmann : Agnès Durant
- 2021 : Presque de Bernard Campan et Alexandre Jollien : Nicole
- 2022 : Les Survivants de Guillaume Renusson : l'infirmière

#### Courts métrages
- 2002 : Le Grand Soir de Stéphane Brisset : Véronique Maurin
- 2005 : Asphalte de Pierre Meunier : la mariée
- 2006 : The Little Cat Is Dead de Pierre Coré : Lise
- 2009 : Looking for Steven Spielberg de Benjamin Guillard : Hermione
- 2014 : En avant calme et droit de Julie-Anne Roth : Romy
- 2014 : Jamais jamais d'Erwan Le Duc :Francoise, la flic
- 2014 : Grandes Ondes de Lucas Loubaresse : la femme
- 2014 : Ni sucre, ni couronnes de Vanessa Lepinard : Olivia
- 2017 : Grain de poussière de Léopold Kraus : la professeure
- 2021 : Toutes les deux de Clara Lemaire-Anspach : la mère
- 2024: Accalmie de Martin Geisler : la mère

### Télévision

#### Séries télévisées
- 2020 : Moloch d'Arnaud Malherbe : Lucie Matthieu
- 2020 : Dix pour cent, saison 4, épisode 3 José d'Antoine Garceau : Laurence, la directrice de la photo
- 2022-2024 : Les Pennac(s) de Nicolas Picard-Dreyfuss : capitaine Annabelle Pennac

### Réalisatrice et scénariste
- 2014 : En avant calme et droit

## Distinction

### Nomination
- Molières 1997 : Molière de la révélation théâtrale dans Sylvia au Théâtre des Bouffes Parisiens
- Prix de la mise en scene du Syndicat de la Critique 2022 - Catégorie Comédie, pour Birthday, de Joe Penhall au Théâtre de Poche , Bruxelles